# Sudbury Hill (metropolitana di Londra)
Sudbury Hill è una stazione della metropolitana di Londra che si trova nella località omonima, nella zona nord-occidentale della città, sul confine tra il borgo londinese di Harrow e quello di Ealing. È collocata sulla diramazione di Uxbridge sulla Piccadilly line fra le stazioni di Sudbury Town e South Harrow. Fino al 1932 era servita dalla District line, rimpiazzata in quell'anno dalla Piccadilly. Si trova nella Travelcard Zone 4.

## Storia
La stazione fu aperta il 28 giugno 1903 dalla District Railway (DR, oggi la District Line) sulla sua nuova estensione verso South Harrow dalla stazione di Park Royal & Twyford Abbey (chiusa in seguito nel 1931 e rimpiazzata dalla stazione di Park Royal.)
Questa nuova estensione fu, insieme con i binari già esistenti fino alla stazione di Acton Town, la prima sezione delle rete metropolitana ad essere elettrificata e a sostituire le locomotive a vapore con motrici elettriche. Le linee di profondità all'epoca esistenti (la Waterloo & City Railway - oggi la Waterloo & City Line, la City & South London Railway - oggi parte della Northern line, e la Central London Railway - oggi la Central line) erano già elettrificate fin dalla loro costruzione.
L'edificio originale della stazione fu demolito nel 1930-31 e rimpiazzato da una nuova stazione in preparazione al passaggio della linea dalla District alla Piccadilly line. La nuova stazione fu progettata da Charles Holden in un moderno stile europeo con l'utilizzo di mattoni, vetro e cemento armato. Come le stazioni di Sudbury Town e di Alperton, e come altre stazioni che Holden disegnò per le estensioni orientali e occidentali della Piccadilly line (ad esempio Acton Town e Oakwood) Sudbury Town ha un atrio/biglietteria alto e squadrato che si eleva al di sopra di una bassa struttura orizzontale che ospita negozi e altri locali della stazione. I muri di mattoni della biglietteria sono punteggiati di finestre a cleristorio e la struttura è coperta da un tetto piatto in cemento armato. L'edificio è stato dichiarato monumento classificato di Grado II il 17 maggio 1994.
Il 4 luglio 1932, la Piccadilly line fu estesa in direzione ovest oltre il suo capolinea originale di Hammersmith, condividendo la linea con la District line fino a Ealing Common; da Ealing Common a South Harrow, la District fu rimpiazzata dalla Piccadilly line.
Nel 2018 è stato annunciato che la stazione sarà resa accessibile a persone disabili entro il 2022, come parte di un piano di investimenti da 200 milioni di sterline per aumentare il numero di stazioni accessibili sulla rete metropolitana. I lavori sono stati completati nel dicembre 2021.

## Interscambi
La stazione è servita delle seguenti linee di autobus urbani:
- : 92, H17.[7]
- Sudbury Hill si trova a breve distanza dalla stazione di Sudbury Hill Harrow della National Rail, servita dalla Chiltern Railways sulla linea da Marylebone a Birmingham. È permesso l'interscambio tra le due stazioni con l'utilizzo della Oyster card.[8]

## Galleria d'immagini

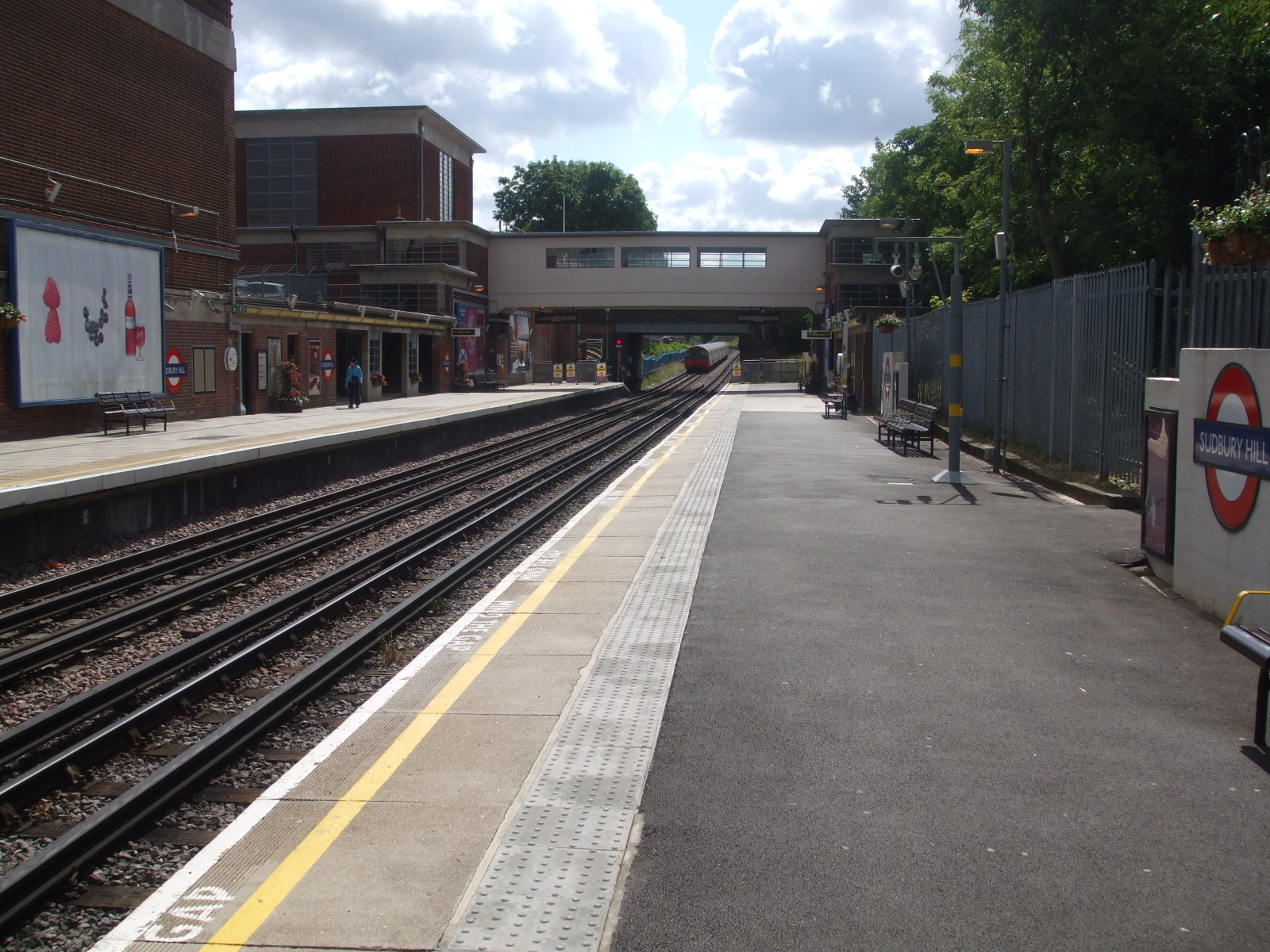
Vista in direzione est verso Sudbury Hill
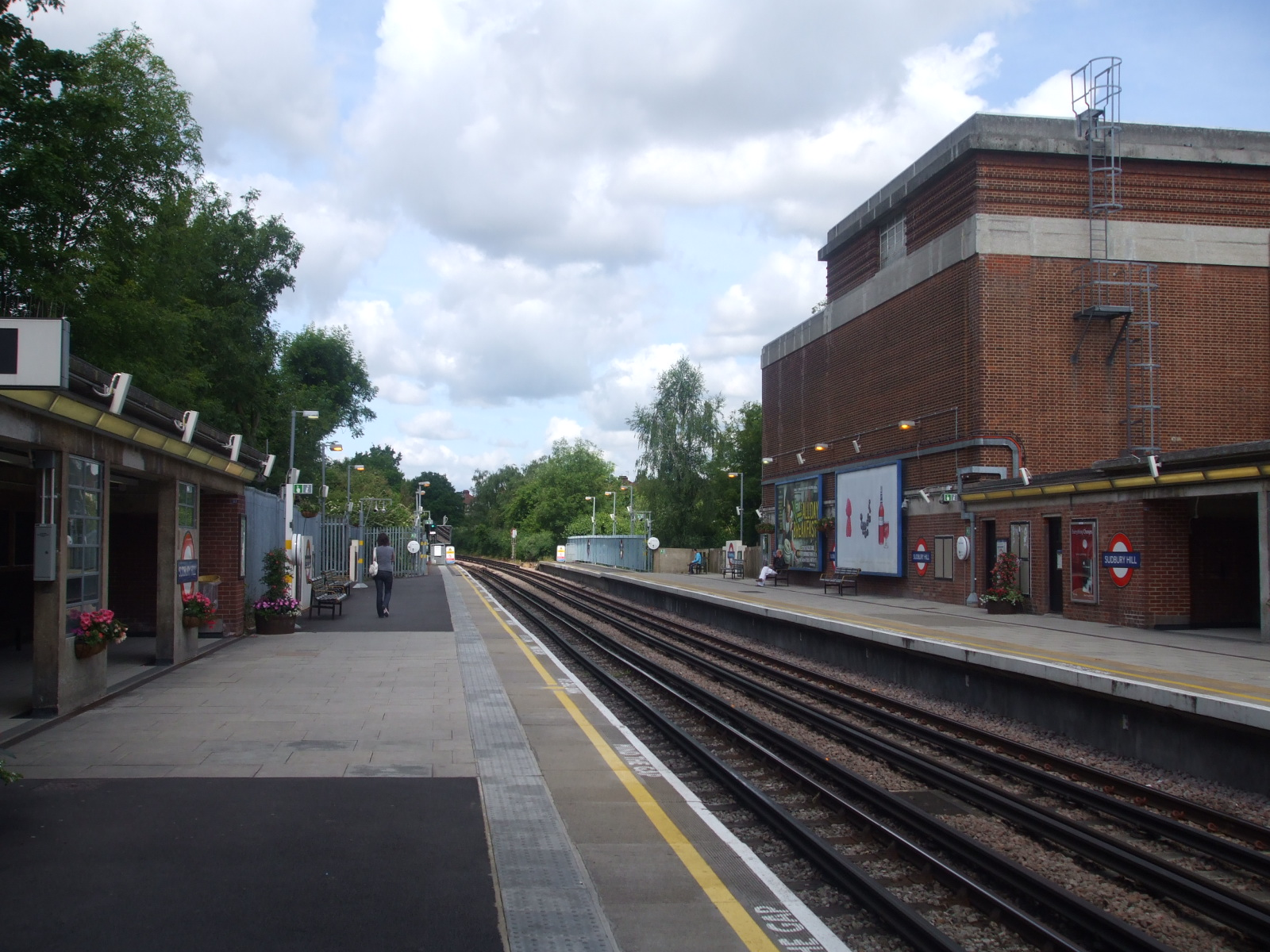
Vista in direzione ovest verso South Harrow
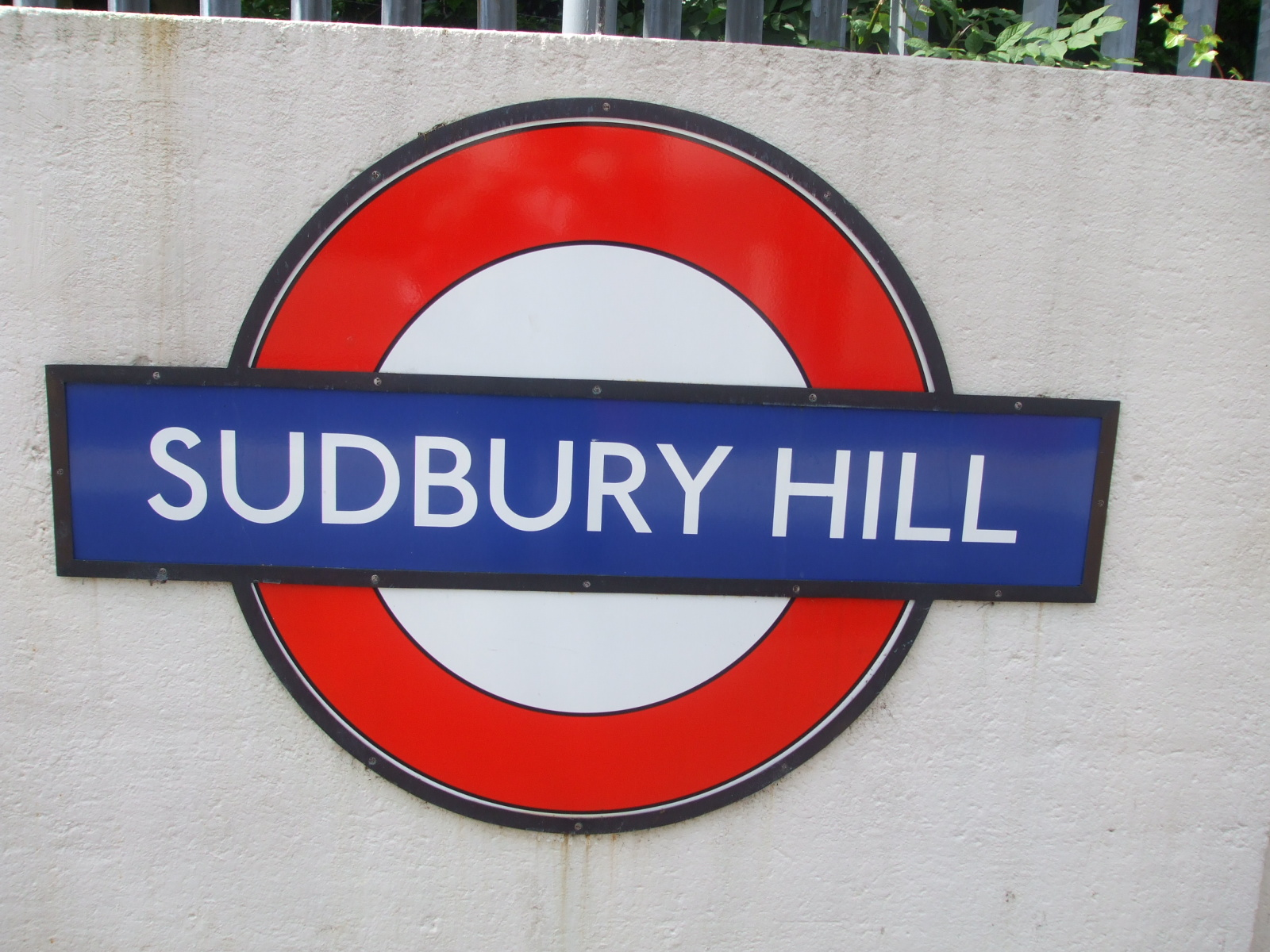
Roundel sulla piattaforma della stazione